# Basthimadanahalli, Hunsur
Basthimadanahalli là một làng thuộc tehsil Hunsur, huyện Mysore, bang Karnataka, Ấn Độ.